# Про дух законів
«Про дух законів» (фр. De l'esprit des lois) — політико-правовий трактат французького філософа-просвітителя Шарля Луї де Монтеск'є, виданий анонімно 1748 року. Його загальновизнаний магнум опус (найголовніша праця).
З 1751 року включений до Переліку заборонених книг Римо-католицької церкви.

## Загальний опис

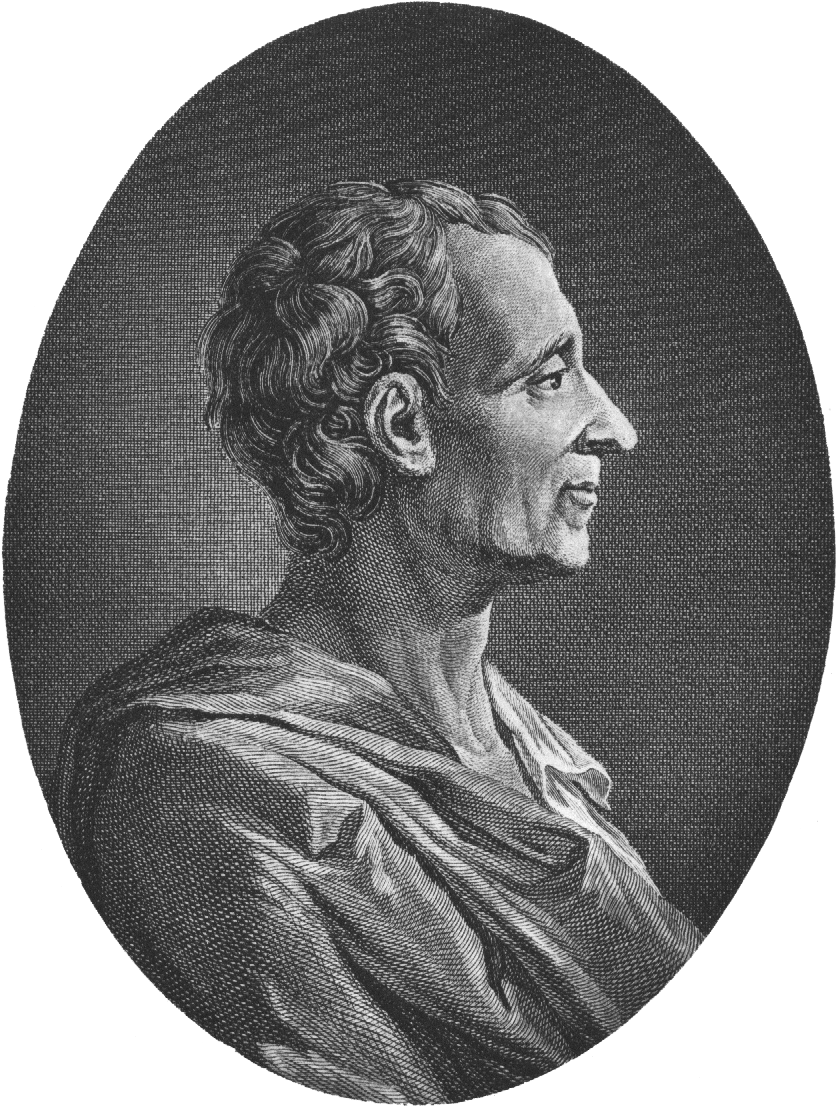
Шарль де Секонда́, барон де Монтеск'є

Праця Монтеск'є «Про дух законів» — основний твір французького мислителя, що систематизує його філософські, соціологічні, історичні, економічні та юридичні погляди. Над ним автор працював близько 20 років — з 1728 по 1748.
На сторінках праці отримала своє класичне формулювання теорія поділу влади. Її мета — гарантувати безпеку громадян від свавілля і зловживання властей, забезпечити їм політичну свободу.
Головна тема правової теорії Монтеск'є і основна цінність, що відстоюється в ній, — політична свобода. Автор шукав «дух законів», тобто закономірного уявлення про розумну природу людини, природу речей; прагнув осягнути логіку історично мінливих позитивних законів та фактори і причини, які їх породжують.

## Зміст

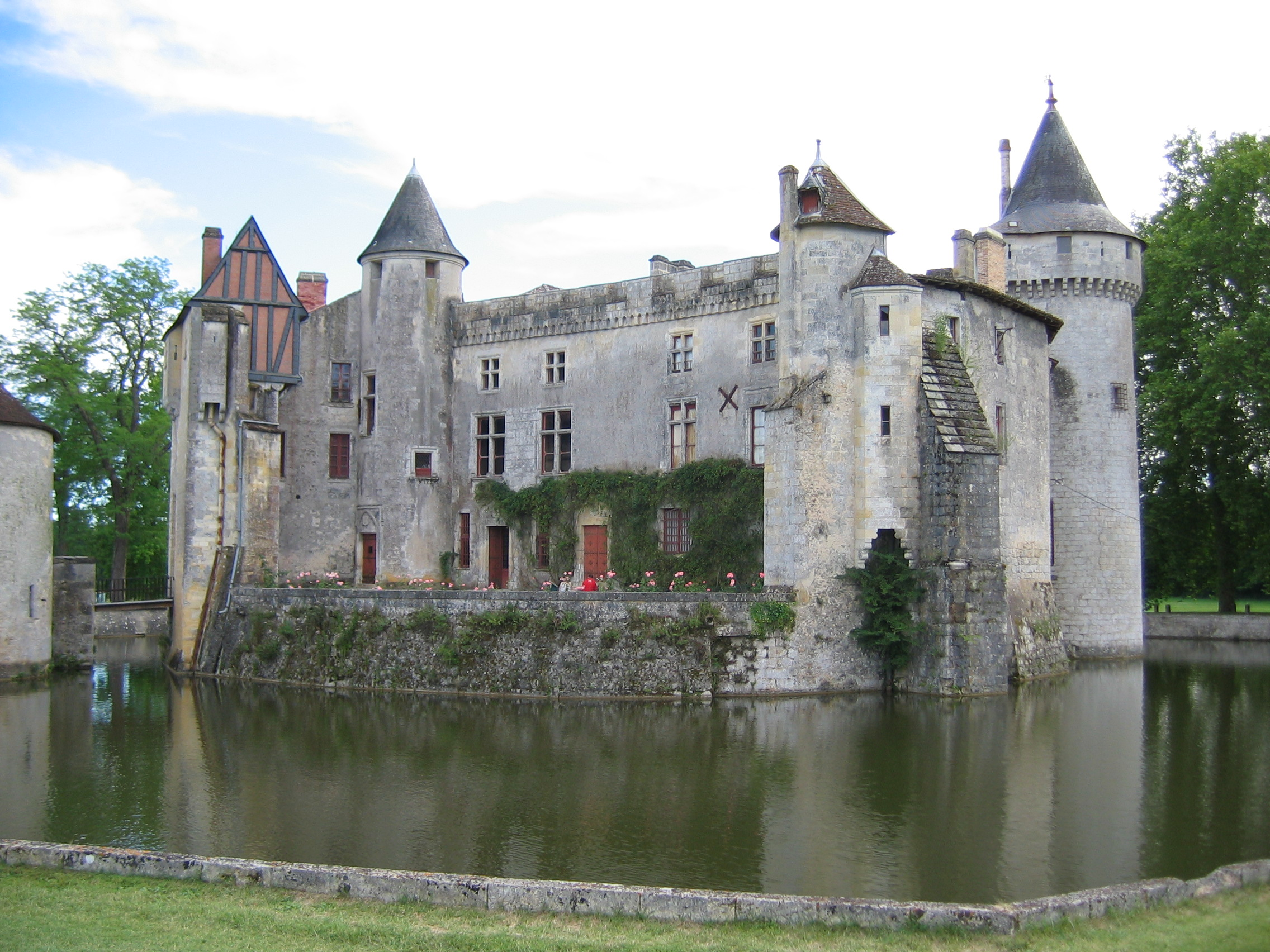
Шато Ля Бред (департамент Жиронда, Франція), де Монтеск'є працював над твором

Уся праця складається з тридцяти однієї книги, що поділені на глави різного об'єму.
Передмова

Заява автора

- Глава I. Про закони в їх відношенні до різних істот
- Глава II. Про закони природи
- Глава III. Про позитивні закони

- Глава I. Про природу трьох різних видів правління
- Глава II. Про республіканське правління та закони, що відносяться до демократії
- Глава III. Про закони, що відносяться до природи аристократії
- Глава IV. Про закони в їх відношенні до природи монархічного правління
- Глава V. Про закони, що відносяться до природи деспотичної держави

- Глава I. Про відмінність між природою правління і його принципом
- Глава II. Про принцип різних видів правління
- Глава III. Про принцип демократії
- Глава IV. Про принцип аристократії
- Глава V. Про те, що доброчесність не є принципом монархічного способу правління
- Глава VI. Чим заповнюється відсутність чесноти в монархічному правлінні
- Глава VII. Про принцип монархії
- Глава VIII. Про те, що честь не є принципом деспотичних держав
- Глава IX. Про принцип деспотичного правління
- Глава Х. Різниця в характері покори у помірних і деспотичних державах
- Глава XI. Роздуми про все це

- Глава I. Про закони виховання
- Глава II. Про виховання в монархіях
- Глава III. Про виховання в деспотичній державі
- Глава IV. Різні плоди виховання у древніх і в нас
- Глава V. Про виховання в республіканській державі
- Глава VI. Про деякі установи греків
- Глава VII. У якому випадку можуть бути корисні ці своєрідні установи
- Глава VIII. Пояснення однієї парадоксальної думки древніх, що відноситься до виховання норовів

- Глава I. Ідея цієї книги
- Глава II. Що таке чеснота в політичній державі
- Глава III. Що таке любов до республіки в демократії
- Глава IV. Як навіюється любов до рівності та поміркованості
- Глава V. Як закони встановлюють рівність в демократії
- Глава VI. Як закони повинні підтримувати помірність в демократії
- Глава VII. Інші засоби, що сприяють принципу демократії
- Глава VIII. Яке має бути відношення законів до принципу правління в аристократичній державі
- Глава IX. Про відповідність законів монархії їх принципу
- Глава Х. Про швидке виконання справ у монархії
- Глава XI. Про переваги монархічного способу правління
- Глава XII. Продовження тієї ж теми
- Глава XIII. Ідея деспотизму
- Глава XIV. Про відповідність законів деспотичного правління їх принципу
- Глава XV. Продовження тієї ж теми
- Глава XVI. Про передачу влади
- Глава XVII. Про подарунки
- Глава XVIII. Про нагороди, що роздаються государем
- Глава XIX. Інші наслідки принципів трьох видів правління

- Глава I. Про простоту цивільних законів у різних видах правління
- Глава II. Про простоту кримінальних законів у різних видах правління
- Глава III. У яких правліннях і в яких випадках належить судити за буквою закону
- Глава IV. Про способи винесення судових вироків
- Глава V. При якій формі правління государ сам може бути суддею
- Глава VI. Про те, що в монархії міністри не повинні бути суддями
- Глава VII. Про одноосібного суддю
- Глава VIII. Про способи обвинувачення в різних правліннях
- Глава IX. Про суворість покарань у різних правліннях
- Глава Х. Про старовинні французькі закони
- Глава XI. Про те, що якщо народ доброчесний, то не потрібно багато покарань
- Глава XII. Про силу покарань
- Глава XIII. Безсилля японських законів
- Глава XIV. Про дух римського сенату
- Глава XV. Про покарання в римському законодавстві
- Глава XVI. Про точну відповідність між покаранням і злочином
- Глава XVII. Про тортури злочинців або допит з пристрастю
- Глава XVIII. Про грошові й тілесні покарання
- Глава XIX. Про закон таліону
- Глава XX. Про покарання дітей їх батьками
- Глава XXI. Про милосердя государя

- Глава I. Про розкіш
- Глава II. Про закони проти розкоші при демократичному правлінні
- Глава III. Про закони проти розкоші при аристократичному правлінні
- Глава IV. Про закони проти розкоші в монархіях
- Глава V. У якому випадку закони проти розкоші корисні в монархії
- Глава VI. Про розкіш в Китаї
- Глава VII. Фатальні наслідки розкоші в Китаї
- Глава VIII. Про публічну пристойність
- Глава IX. Про становище жінок у різних державах
- Глава Х. Про домашній суд у римлян
- Глава XI. Як у Римі змінювалися установи поряд із образом правління
- Глава XII. Про опіку над жінками у римлян
- Глава XIII. Про закони, встановлені імператорами проти розпусти жінок
- Глава XIV. Про закони проти розкоші у римлян
- Глава XV. Про посаг і про майнові відносини, пов'язані зі шлюбом у різних правліннях
- Глава XVI. Прекрасний звичай самнітів
- Глава XVII. Про правління жінок

- Глава I. Загальна ідея цієї книги
- Глава II. Про розкладання принципу демократії
- Глава III. Про дух крайньої рівності
- Глава IV. Про одну особливу причину зіпсованості народу
- Глава V. Про розкладання принципу аристократії
- Глава VI. Про розкладання принципу монархії
- Глава VII. Продовження тієї ж теми
- Глава VIII. Небезпечний наслідок розкладання принципу монархічного правління
- Глава IX. Про прагнення дворянства до захисту трону
- Глава X. Про розкладання принципу деспотичної держави
- Глава XI. Які наслідки випливають в тих випадках, коли принципи міцні, або ж зіпсовані
- Глава XII. Продовження тієї ж теми
- Глава XIII. Про силу присяги у доброчесного народу
- Глава XIV. Як найнезначніші зміни в державному ладі можуть спричинити загибель принципів
- Глава XV. Вельми дієві засоби для збереження трьох принципів
- Глава XVI. Відмінні властивості республіки
- Глава XVII. Відмінні властивості монархії
- Глава XVIII. Про те, що Іспанська монархія перебувала у виняткових умовах
- Глава XIX. Відмінні властивості деспотичного способу правління
- Глава XX. Висновки з попередніх глав
- Глава XXI. Про китайську імперію

- Глава I. Як республіки охороняють свою безпеку
- Глава II. Про те, що федерація повинна складатися з держав однакової природи і особливо з республік
- Глава III. Деякі Інші вимоги, які висуваються федеративній республіці
- Глава IV. Як забезпечують свою безпеку деспотичні держави
- Глава V. Як забезпечує свою безпеку монархія
- Глава VI. Про оборонну силу держав взагалі
- Глава VII. Роздуми
- Глава VIII. Випадок, коли оборонна сила держави слабкіша від його наступальної сили
- Глава IX. Про відносну силу держав
- Глава Х. Про слабкість сусідньої держави

- Глава I. Про наступальну силу
- Глава II. Про війну
- Глава III. Про право завоювання
- Глава IV. Деякі вигоди, принесені скореному народу завоюванням
- Глава V. Гелон, цар Сиракуз
- Глава VI. Про завоювання республіки
- Глава VII. Продовження тієї ж теми
- Глава VIII. Продовження тієї ж теми
- Глава IX. Про монархію, яка підкорює сусідні країни
- Глава X. Про монархію, яка завойовує іншу монархію
- Глава XI. Про звичаї переможеного народу
- Глава XII. Про один закон Кіра
- Глава XIII. Карл XII
- Глава XIV. Александр
- Глава XV. Нові засоби зберегти завоювання
- Глава XVI. Про завоювання деспотичної держави
- Глава XVII. Продовження тієї ж теми

- Глава I. Загальна ідея
- Глава II. Різні значення, надавані слову «свобода»
- Глава III. Що таке свобода
- Глава IV. Продовження тієї ж теми
- Глава V. Про мету різних держав
- Глава VI. Про державний устрій Англії
- Глава VII. Про відомі нам монархії
- Глава VIII. Чому древні не мали достатньо чіткого уявлення про монархії
- Глава IX. Погляди Аристотеля
- Глава Х. Погляди інших політиків
- Глава XI. Про грецьких царів героїчної епохи
- Глава XII. Про правління царів Риму і про те, як там були розподілені три влади
- Глава XIII. Загальні міркування про стан Риму після вигнання царів
- Глава XIV. Яким чином розподіл трьох влад почав змінюватися після вигнання царів
- Глава XV. Яким чином під час процвітання республіки Рим раптово втратив свою свободу
- Глава XVI. Про законодавчу владу в римській республіці
- Глава XVII. Про виконавчу владу в тій же республіці
- Глава XVIII. Про судову владу в римській державі
- Глава XIX. Про управління римськими провінціями
- Глава XX. Кінець цієї книги

- Глава I. Основна думка цієї книги
- Глава II. Про свободу громадянина
- Глава III. Продовження тієї ж теми
- Глава IV. Про те, яким чином характер і ступінь суворості покарань сприяють свободі
- Глава V. Про деякі звинувачення, які вимагають особливої поміркованості та обачності
- Глава VI. Про злочин проти єства
- Глава VII. Про злочин обра́зи величності
- Глава VIII. Про неправильне застосування термінів «святотатство» й «образа величності»
- Глава IX. Продовження тієї ж теми
- Глава Х. Продовження тієї ж теми
- Глава XI. Про помисли
- Глава XII. Про нескромні слова
- Глава XIII. Про літературні твори
- Глава XIV. Обра́за сором'язливості при покаранні злочинців
- Глава XV. Про звільнення раба з метою надати йому можливість звинувачувати свого господаря
- Глава XVI. Наклепницьке звинувачення в образі величності
- Глава XVII. Про розкриття змов
- Глава XVIII. Як небезпечно в республіках карати надто суворо за злочин обра́зи величності
- Глава XIX. Як призупиняють користування свободою в республіці
- Глава XX. Про закони, що сприяють свободі громадянина в республіці
- Глава XXI. Про жорстокість законів проти боржників у республіці
- Глава XXII. Про заходи, що порушують свободу в монархіях
- Глава XXIII. Про шпигунів у монархії
- Глава XXIV. Про анонімні листи
- Глава XXV. Про прийоми правління в монархії
- Глава XXVI. Про те, що монарх повинен бути доступним
- Глава XXVII. Про вдачу монарха
- Глава XXVIII. Про повагу монархів до своїх підданих
- Глава XXIX. Про громадянські закони, які можуть унести трохи свободи в деспотичне правління
- Глава XXX. Продовження тієї ж теми

- Глава I. Про доходи держави
- Глава II. Про те, що погано міркують ті, хто говорить, що великі податки гарні самі по собі
- Глава III. Про податки в країнах, де частина народу прикріплена до землі
- Глава IV. Про становище республіки в подібному випадку
- Глава V. Про становище монархії в подібному випадку
- Глава VI. Про становище деспотичної держави в подібному випадку
- Глава VII. Про податки в країнах, де немає кріпацтва
- Глава VIII. Як зберігається ілюзія
- Глава IX. Про один поганий податок
- Глава Х. Про те, що розміри податків залежать від природи правління
- Глава XI. Про фіскальні покарання
- Глава XII. Відношення розмірів податків до свободи
- Глава XIII. У яких видах правління допустиме збільшення податків
- Глава XIV. Про відношення природи податків до образу правління
- Глава XV. Зловживання свободою
- Глава XVI. Про завоювання магометан
- Глава XVII. Про збільшення ві́йська
- Глава XVIII. Про звільнення від податків
- Глава XIX. Що вигідніше для государя і народу: залишення податків на відкуп чи казенне управління ними?
- Глава XX. Про відкупників податків

- Глава I. Загальна ідея
- Глава II. Наскільки люди різні в різних кліматах
- Глава III. Суперечності в характері деяких південних народів
- Глава IV. Причина незмінності релігії, моралі, звичаїв і законів у країнах Сходу
- Глава V. Про те, що погані законодавці — це ті, які заохочували пороки, породжені кліматом, а хороші — ті, які боролися з цими вадами
- Глава VI. Про землеробство в жарких кліматах
- Глава VII. Про чернецтво
- Глава VIII. Гарний китайський звичай
- Глава IX. Способи заохочення промисловості
- Глава Х. Про закони, що відносяться до тверезості народів
- Глава XI. Про закони, які мають відношення до хвороб, породжуваних кліматом
- Глава XII. Про закони проти тих, хто сам себе вбиває
- Глава XIII. Наслідки, що випливають з клімату Англії
- Глава XIV. Інші наслідки клімату
- Глава XV. Про вплив клімату на довіру законодавців до народу

- Глава I. Про громадянське рабство
- Глава II. Походження рабства на думку римських юристів
- Глава III. Інше джерело походження рабства
- Глава IV. Ще одне джерело походження рабства
- Глава V. Про рабство негрів
- Глава VI. Істинне джерело походження рабства
- Глава VII. Інше джерело походження рабства
- Глава VIII. Даремність рабства у нас
- Глава IX. Про народи, у яких установлена громадянська свобода
- Глава Х. Різні різновиди рабства
- Глава XI. Що повинні робити закони по відношенню до рабства
- Глава XII. Зловживання рабством
- Глава XIII. Небезпека від великої кількості рабів
- Глава XIV. Про надання рабам права носіння зброї
- Глава XV. Продовження тієї ж теми
- Глава XVI. Заходи, які повинні бути прийняті в помірному правлінні
- Глава XVII. Про закони, які повинні визначати відносини між господарем і рабами
- Глава XVIII. Про звільнення рабів
- Глава XIX. Про вільновідпущених і про євнухів

- Глава I. Про домашнє рабство
- Глава II. Про природну нерівність статей у південних країнах
- Глава III. Про те, що багатоженство значною мірою залежить від вартості утримання дружин
- Глава IV. Про багатоженство і його різні причини
- Глава V. Причина одного закону на Малабарі
- Глава VI. Про багатоженство як таке
- Глава VII. Про рівне становище всіх дружин при багатоженстві
- Глава VIII. Про ізоляцію жінок від чоловіків
- Глава IX. Зв'язок домашнього управління з політичним
- Глава Х. Принцип моральності Сходу
- Глава XI. Про інші форми домашнього рабства
- Глава XII. Про природну сором'язливість
- Глава XIII. Про ревнощі
- Глава XIV. Про управління домом на Сході
- Глава XV. Про розлучення і репудіацію
- Глава XVI. Про репудіацію і розлучення у римлян

- Глава I. Про політичне рабство
- Глава II. Про відмінність між народами щодо мужності
- Глава III. Про клімат Азії
- Глава IV. Наслідки всього цього
- Глава V. Про те, що завоювання, зроблені народами Північної Азії, мали інші наслідки, ніж завоювання, зроблені народами Північної Європи
- Глава VI. Ще одна фізична причина рабства Азії і свободи Європи
- Глава VII. Про Африку й Америку
- Глава VIII. Про столицю імперії

- Глава I. Як природа ґрунту впливає на закони
- Глава II. Продовження тієї ж теми
- Глава III. Про країни з високорозвиненим землеробством
- Глава IV. Інші наслідки родючості та безпліддя країни
- Глава V. Про острів'ян
- Глава VI. Про країни, створених працьовитістю людей
- Глава VII. Про справи людських рук
- Глава VIII. Загальне співвідношення законів
- Глава IX. Про землі Америки
- Глава X. Про відношення між народонаселенням і способами, якими люди здобувають собі прожиток
- Глава XI. Про дикі та варварські народи
- Глава XII. Про міжнародне право у народів, що не займаються землеробством
- Глава XIII. Про цивільні закони у народів, що не займаються землеробством
- Глава XIV. Про політичний стан народів, що не займаються землеробством
- Глава XV. Про народи, яким відоме вживання грошей
- Глава XVI. Про цивільні закони у народів, яким невідомо вживання грошей
- Глава XVII. Про політичні закони у народів, які не знають вживання грошей
- Глава XVIII. Сила забобонів
- Глава XIX. Про свободу арабів і рабство татар
- Глава XX. Про міжнародне право у татар
- Глава XXI. Цивільні закони татар
- Глава XXII. Про один цивільний закон німецьких народів
- Глава XXIII. Про довге волосся франкських королів
- Глава XXIV. Про шлюби франкських королів
- Глава XXV. Хільдерік
- Глава XXVI. Про повноліття франкських королів
- Глава XXVII. Продовження тієї ж теми
- Глава XXVIII. Про усиновлення у германців
- Глава XXIX. Про жорстокість франкських королів
- Глава XXX. Про народні збори у франків
- Глава XXXI. Про владу духовенства при королях першої династії

- Глава I. Про предмет цієї книги
- Глава II. Про те, як необхідно, щоб уми були підготовлені до сприйняття найкращих законів
- Глава III. Про тиранію
- Глава IV. Що таке загальний дух
- Глава V. Про те, як важливо уникати всього, що може змінити загальний дух нації
- Глава VI. Про те, що не все слід виправляти
- Глава VII. Про афінян і лакедемонян
- Глава VIII. Наслідки духу товариськості
- Глава IX. Про марнославство та гордість народів
- Глава Х. Про характер іспанців і китайців
- Глава XI. Роздум
- Глава XII. Про норови і звичаї в деспотичній державі
- Глава XIII. Звичаї китайців
- Глава XIV. Які природні засоби зміни норовів і звичаїв народу
- Глава XV. Уплив домашнього управління на політичне
- Глава XVI. Як деякі законодавці змішали принципи, що керують людьми
- Глава XVII. Особливі властивості правління в Китаї
- Глава XVIII. Наслідок, що випливає з попередньої глави
- Глава XIX. Яким чином відбулося у китайців це об'єднання релігії, законів, традицій і звичаїв
- Глава XX. Пояснення одного дивацтва у китайців
- Глава XXI. Яке має бути відношення законів до норовів і звичаїв
- Глава XXII. Продовження тієї ж теми
- Глава XXIII. Як закони слідують за норовами
- Глава XXIV. Продовження тієї ж теми
- Глава XXV. Продовження тієї ж теми
- Глава XXVI. Продовження тієї ж теми
- Глава XXVII. Яким чином закони можуть сприяти утворенню норовів, звичаїв і характеру народу

- Глава I. Про торгівлю
- Глава II. Про дух торгівлі
- Глава III. Про бідність народів
- Глава IV. Про торгівлю при різних правліннях
- Глава V. Про народи, які здійснювали економічну торгівлю
- Глава VI. Про деякі наслідки великого мореплавства
- Глава VII. Торговий дух Англії
- Глава VIII. Яким утрудненням піддавалася іноді економічна торгівля
- Глава IX. Про обмеження торговельних зносин
- Глава Х. Про одну установу, властиву економічній торгівлі
- Глава XI. Продовження тієї ж теми
- Глава XII. Про свободу торгівлі
- Глава XIII. Чим руйнується ця свобода
- Глава XIV. Про торгові закони, що забороняють конфіскацію товарів
- Глава XV. Про позбавлення волі за борги
- Глава XVI. Прекрасний закон
- Глава XVII. Родоський закон
- Глава XVIII. Про комерційних суддів
- Глава XIX. Про те, що государ не повинен займатися торгівлею
- Глава XX. Продовження тієї ж теми
- Глава XXI. Про торгівлю дворянства в монархії
- Глава XXII. Роздум з одного окремого питання
- Глава XXIII. Яким народам невигідно займатися торгівлею

- Глава I. Деякі загальні міркування
- Глава II. Про народи Африки
- Глава III. Про те, що потреби південних народів відрізняються від потреб північних народів
- Глава IV. Головна відмінність між торгівлею в давнину і за наших часів
- Глава V. Інші відмінності
- Глава VI. Про торгівлю стародавніх народів
- Глава VII. Про торгівлю греків
- Глава VIII. Про Александра і його завоювання
- Глава IX. Про торгівлю грецьких царів після Александра
- Глава X. Про подорожі навколо Африки
- Глава XI. Карфаген і Марсель
- Глава XII. Острів Делос. Мітрідат
- Глава XIII. Про ставлення римлян до морської справи
- Глава XIV. Про торговий дух римлян
- Глава XV. Торгівля римлян з варварами
- Глава XVI. Про торгівлю римлян з Аравією та Індією
- Глава XVII. Про торгівлю після зруйнування Західної Римської імперії
- Глава XVIII. Особлива постанова
- Глава XIX. Про торгівлю після послаблення римлян на Сході
- Глава XX. Як торгівля проклала собі в Європі шлях серед варварства
- Глава XXI. Відкриття двох нових світів; стан Європи у зв'язку з цією подією
- Глава XXII. Про багатства, видобуті Іспанією з Америки
- Глава XXIII. Задача

- Глава I. Сенс вживання грошей
- Глава II. Про природу грошей
- Глава III. Про ідеальну монету
- Глава IV. Про кількість золота і срібла
- Глава V. Продовження тієї ж теми
- Глава VI. З якої причини проценти зменшилися вдвічі з часу відкриття Вест-Індії
- Глава VII. Як визначаються ціни на речі при змінюваному багатстві у знаках
- Глава VIII. Продовження тієї ж теми
- Глава IX. Про відносну рідкість золота і срібла
- Глава Х. Про вексельний курс
- Глава XI. Про операції з монетою у римлян
- Глава XII. Обставини, за яких римляни здійснювали свої операції з монетою
- Глава XIII. Операції з монетою в часи імператорів
- Глава XIV. Чому вексельний курс незручний для деспотичних держав
- Глава XV. Звичай, існуючий у деяких державах Італії
- Глава XVI. Про допомогу, яка може бути надана державі банкірами
- Глава XVII. Про державні борги
- Глава XVIII. Про погашення державних боргів
- Глава XIX. Про позику під проценти
- Глава XX. Про проценти в морській торгівлі
- Глава XXI. Про позику за договором і про лихварство у римлян
- Глава XXII. Продовження тієї ж теми

- Глава I. Про людей і тварин з точки зору продовження роду
- Глава II. Про шлюб
- Глава III. Про становище дітей
- Глава IV. Про сімейство
- Глава V. Про різні розряди законних дружин
- Глава VI. Про незаконнонароджених дітей за різних образів правління
- Глава VII. Про згоду батьків на шлюб
- Глава VIII. Продовження тієї ж теми
- Глава IX. Про молодиць
- Глава Х. Що спонукає людей до шлюбу
- Глава XI. Про суворість урядів
- Глава XII. Про кількість дітей чоловічої і жіночої статі в різних країнах
- Глава XIII. Про портові міста
- Глава XIV. Про витвори землі, що вимагають більшої чи меншої кількості населення
- Глава XV. Про кількість населення відносно ремесел
- Глава XVI. Про ставлення законодавця до розмноження роду
- Глава XVII. Про Грецію та чисельність її населення
- Глава XVIII. Про стан народів до римлян
- Глава XIX. Про те, як обезлюднів світ
- Глава XX. Про те, що обставини змусили римлян видати закони, що мають на меті збільшення населення
- Глава XXI. Про закони римлян задля збільшення чисельності населення
- Глава XXII. Про викидання дітей
- Глава XXIII. Про стан світу після падіння Риму
- Глава XXIV. Зміна чисельності населення Європи
- Глава XXV. Продовження тієї ж теми
- Глава XXVI. Висновки
- Глава XXVII. Про закон, виданий у Франції задля збільшення чисельності населення
- Глава XXVIII. Як можна відновити чисельність народонаселення
- Глава XXIX. Про богадільні

- Глава I. Про релігії взагалі
- Глава II. Парадокс Бейля
- Глава III. Про те, що помірний спосіб правління більш відповідає християнській релігії, а деспотичний — магометанській
- Глава IV. Наслідки характеру релігії християнської та магометанської
- Глава V. Про те, що католицька релігія більш узгоджується з монархічним чином правління, а протестантська — з республіканським
- Глава VI. Інший парадокс Бейля
- Глава VII. Про закони досконалості в релігії
- Глава VIII. Про погодження законів моральності з законами релігії
- Глава IX. Про ессеїв
- Глава X. Про секту стоїків
- Глава XI. Про споглядання
- Глава XII. Про покаяння
- Глава XIII. Про неспокутні злочини
- Глава XIV. Про відношення сили релігії до сили цивільних законів
- Глава XV. Яким чином іноді помилкові релігії виправляються цивільними законами
- Глава XVI. Яким чином недоліки політичних установ виправляються законами релігії
- Глава XVII. Продовження тієї ж теми
- Глава XVIII. Яким чином закони релігії мають дію цивільних законів
- Глава XIX. Про те, що не стільки істинність або хибність догмату, скільки застосування людьми на добро чи на зло робить його корисним чи шкідливим у громадянському суспільстві
- Глава XX. Продовження тієї ж теми
- Глава XXI. Про переселення душ
- Глава XXII. Про те, як небезпечно, коли релігія викликає відразу до нейтральних речей
- Глава XXIII. Про свята
- Глава XXIV. Про місцеві релігійні закони
- Глава XXV. Незручності перенесення релігії з однієї країни в іншу
- Глава XXVI. Продовження тієї ж теми

- Глава I. Про релігійне почуття
- Глава II. Про причини прихильності до тієї чи іншої релігії
- Глава III. Про храми
- Глава IV. Про священнослужителів
- Глава V. Про межі, якими закон повинен обмежити багатство духовенства
- Глава VI. Про монастирі
- Глава VII. Про розкіш, що породжується марновірством
- Глава VIII. Про первосвященство
- Глава IX. Про віротерпимість
- Глава Х. Продовження тієї ж теми
- Глава XI. Про зміну релігії
- Глава XII. Про кримінальні закони
- Глава XIII. Вельми шаноблива заява інквізиторам Іспанії та Португалії
- Глава XIV. Чому так ненавидять християнську релігію в Японії
- Глава XV. Про поширення релігії

- Глава I. Ідея цієї книги
- Глава II. Про божественні і людські закони
- Глава III. Про цивільні закони, що суперечать природному праву
- Глава IV. Продовження тієї ж теми
- Глава V. Випадки, до яких можна застосовувати принципи цивільного права, видозмінюючи при цьому принципи природного права
- Глава VI. Про те, що порядок спадкування покоїться на засадах політичного чи цивільного права, а не природного права
- Глава VII. Про те, що не слід вирішувати питання на підставі приписів релігії, коли йдеться про приписи природного закону
- Глава VIII. Про те, що не слід підпорядковувати принципам так званого канонічного права те, що регулюється принципами цивільного права
- Глава IX. Про те, що питання, які повинні бути підпорядковані принципам цивільного права, не часто можуть бути підпорядковані принципам релігійних законів
- Глава Х. У якому випадку належить слідувати цивільному закону, який дозволяє, а не закону релігії, який забороняє
- Глава XI. Не слід підпорядковувати людські суди правилам судів, що мають на увазі загробне життя
- Глава XII. Продовження тієї ж теми
- Глава XIII. У яких випадках щодо шлюбу слід триматися законів релігії і в яких — цивільних законів
- Глава XIV. У яких випадках шлюби між родичами повинні підкорятися законам природи і в яких — вимогам цивільних законів
- Глава XV. Не слід підпорядковувати принципам державного права те, що знаходиться в залежності від принципів цивільного права
- Глава XVI. Про те, що не слід застосовувати постанови цивільного права до випадків, вирішення яких залежить від державного права
- Глава XVII. Продовження тієї ж теми
- Глава XVIII. Про те, що коли закони здаються такими, що суперечать один іншому, слід розглянути, чи одного вони штибу
- Глава XIX. Про те, що не слід застосовувати цивільні закони до питань, вирішення яких належить сімейним законам
- Глава XX. Про те, що не слід вирішувати за цивільними законами питань, що відносяться до міжнародного права
- Глава XXI. Про те, що не слід вирішувати за принципами державного права питань, що відносяться до міжнародного права
- Глава XXII. Нещасна доля інки Атуальпа
- Глава XXIII. Про те, що коли з якоїсь причини політичний закон діє на державу руйнівно, слід застосувати інший закон, який охороняв би державу, і цей новий закон стає іноді законом міжнародним
- Глава XXIV. Про те, що поліцейські правила лежать в іншій площині, ніж решта цивільних законів
- Глава XXV. Про те, що не належить слідувати загальним положенням цивільного права в таких справах, які повинні бути підпорядковані окремим правилам, що випливають з особливостей їх природи

- Глава перша й остання. Римське законодавство про спадщину

- Глава I. Про різний характер законів у німецьких народів
- Глава II. Про те, що всі закони варварів були особистими законами
- Глава III. Основна відмінність між салічними законами і законами вестготів і бургундів
- Глава IV. Яким чином римське право зникло у франкських землях і збереглося в землях готських і бургундських
- Глава V. Продовження тієї ж теми
- Глава VI. Яким чином римське право збереглося в країні лангобардів
- Глава VII. Яким чином римське право зникло в Іспанії
- Глава VIII. Несправжній капітулярій
- Глава IX. Як зникли закони варварів і капітулярії
- Глава X. Продовження тієї ж теми
- Глава XI. Інші причини занепаду законів варварів, римського права і капітуляріїв
- Глава XII. Про місцеві звичаї, переворот у законах варварів і римське право
- Глава XIII. Різниця між законом салічним, або законом салічних франків, і законом рипуарських франків та інших варварів
- Глава XIV. Інша відмінність
- Глава XV. Застереження
- Глава XVI. Про доказ окропом, установлений салічним законом
- Глава XVII. Штиб думок наших предків
- Глава XVIII. Яким чином набув поширення звичай судового поєдинку
- Глава XIX. Ще одна причина, чому були забуті римські і салічні закони та капітулярії
- Глава XX. Походження поняття честі
- Глава XXI. Інші міркування щодо питань честі у германців
- Глава XXII. Про норови у зв'язку зі звичаєм поєдинку
- Глава XXIII. Про юридичні правила судового поєдинку
- Глава XXIV. Правила судового поєдинку
- Глава XXV. Про межі, в яких допускалося застосування судового поєдинку
- Глава XXVI. Про судовий поєдинок між однією зі сторін і одним зі свідків
- Глава XXVII. Про судовий поєдинок між однією зі сторін і одним із перів сеньйора. Апеляція на неправильне рішення
- Глава XXVIII. Про апеляції з приводу відмови у правосудді
- Глава XXIX. Епоха Людовика Святого
- Глава XXX. Зауваження з приводу апеляцій
- Глава XXXI. Продовження тієї ж теми
- Глава XXXII. Продовження тієї ж теми
- Глава XXXIII. Продовження тієї ж теми
- Глава XXXIV. Яким чином судочинство зробилося таємним
- Глава XXXV. Про судові витрати
- Глава XXXVI. Про державного обвинувача
- Глава XXXVII. Яким чином Установлення Людовика Святого вийшли з ужитку
- Глава XXXVIII. Продовження тієї ж теми
- Глава XXXIX. Продовження тієї ж теми
- Глава XL. Яким чином було введене судочинство декреталій
- Глава XLI. Припливи і відпливи духовної та світської юрисдикції
- Глава XLII. Відродження римського права і наслідки цього відродження. Зміни в судах
- Глава XLIII. Продовження тієї ж теми
- Глава XLIV. Про доказування за допомогою свідків
- Глава XLV. Звичаєве право Франції

- Глава I. Про дух законодавця
- Глава II. Продовження тієї ж теми
- Глава III. Про те, що закони, які, здавалося б, відступають від намірів законодавця, насправді часто з ними збігаються
- Глава IV. Про закони, які суперечать намірам законодавця
- Глава V. Продовження тієї ж теми
- Глава VI. Про те, що закони, які здаються однаковими, не завжди мають однакову дію
- Глава VII. Продовження тієї ж теми. Необхідність обачності при складанні законів
- Глава VIII. Про те, що закони, які, здавалося б, однакові, не завжди створювалися однаковими спонуканнями
- Глава IX. Про те, що грецькі і римські закони карали самогубство з різних спонукань
- Глава Х. Про те, що закони, які, здавалося б, суперечать один одному, іноді бувають духовно спорідненими
- Глава XI. Яким чином можна порівнювати два різних закони
- Глава XII. Про те, що закони, які здаються однаковими, насправді ж іноді бувають різними
- Глава XIII. Про те, що ніколи не слід розглядати закони у відриві від мети, заради якої вони були створені. Римські закони про крадіжку
- Глава XIV. Про те, що не слід розглядати закони у відриві від обставин, за яких вони були створені
- Глава XV. Про те, що іноді буває корисно, щоб закон сам себе виправляв
- Глава XVI. Що саме слід мати на увазі при складанні законів
- Глава XVII. Поганий спосіб видання законів
- Глава XVIII. Про ідеї однорідності (фр. uniformité)
- Глава XIX. Про законодавців

- Глава I. Про феодальні закони
- Глава II. Про джерела феодального права
- Глава III. Про походження васальних відносин
- Глава IV. Продовження тієї ж теми
- Глава V. Про завоювання франків
- Глава VI. Про готів, бургундів і франках
- Глава VII. Різні способи поділу земель
- Глава VIII. Продовження тієї ж теми
- Глава IX. Належне застосування законів бургундів і вестготів про поділ земель
- Глава X. Про кріпацтво
- Глава XI. Продовження тієї ж теми
- Глава XII. Про те, що поділені між варварами землі не оподатковувалися
- Глава XIII. Якого роду повинності несли римляни і галли у франкській монархії
- Глава XIV. Про так званий ценз
- Глава XV. Про те, що так званий ценз стягувався тільки з кріпаків, але не з вільних людей
- Глава XVI. Про ленди або васалів
- Глава XVII. Про військову службу вільних людей
- Глава XVIII. Про подвійну службу
- Глава XIX. Про композиції у варварських народів
- Глава XX. Про те, що згодом називали судом сеньйора
- Глава XXI. Про територіальний церковний суд
- Глава XXII. Про те, що порядок судової юрисдикції встановився ще до кінця другої династії
- Глава XXIII. Загальне поняття про книгу абата Дюбо «Встановлення французької монархії в Галлії»
- Глава XXIV. Продовження тієї ж теми. Роздум з приводу основи системи
- Глава XXV. Про французьке дворянство

- Глава I. Зміни в посадах і феодах
- Глава II. Яким чином було перетворене цивільне управління
- Глава III. Влада мажордомів
- Глава IV. Як ставилася нація до мажордомів
- Глава V. Яким чином мажордоми отримали начальництво над військом
- Глава VI. Другий період занепаду королів першої династії
- Глава VII. Найважливіші посади та феоди при мажордомах
- Глава VIII. Яким чином алоди перетворилися на феоди
- Глава IX. Яким чином церковне майно було звернене у феод
- Глава Х. Багатства духовенства
- Глава XI. Стан Європи часів Карла Мартела
- Глава XII. Установлення десятини
- Глава XIII. Про вибори в єпископствах й абатствах
- Глава XIV. Про феод Карла Мартела
- Глава XV. Продовження тієї ж теми
- Глава XVI. Злиття посади мажордома з королівським званням. Друга династія
- Глава XVII. Особливість в обранні королів другої династії
- Глава XVIII. Карл Великий
- Глава XIX. Продовження тієї ж теми
- Глава XX. Людовик Благочестивий
- Глава XXI. Продовження тієї ж теми
- Глава XXII. Продовження тієї ж теми
- Глава XXIII. Продовження тієї ж теми
- Глава XXIV. Про те, що вільні люди отримали право володіти феодами
- Глава XXV. Головна причина занепаду другої династії. Зміна в алодіальній системі.
- Глава XXVI. Зміни в системі феодів
- Глава XXVII. Інша зміна в системі феодів
- Глава XXVIII. Зміни у вищих посадах і феодах
- Глава XXIX. Про природу феодів після царювання Карла Лисого
- Глава XXX. Продовження тієї ж теми
- Глава XXXI. Яким чином імператорський сан був втрачений домом Карла Великого
- Глава XXXII. Яким чином французька корона перейшла до дому Гуго Капета
- Глава XXXIII. Про деякі наслідки вічного володіння феодами
- Глава XXXIV. Продовження тієї ж теми.

## Основні думки
Тематично працю можна розділити на декілька великих груп питань, яких вона торкається:
- Теорія про типи урядування;
- Про політичну свободу;
- Теорія про вплив клімату (географічний детермінізм);
- Воєнна політика;
- Питання релігії та канонічного права;
- Економічна теорія (податки, монетарна політика, торгівля);
- Як належить складати закони.

Монтеск'є також детально вдається до історії римського права, французького середньовіччя; порівняння сучасних йому правових систем.

### Короткий переказ
Усе має свої закони: є вони і у божества, і у світу матеріального, і в істот надлюдського розуму, і у тварин, і в людини.
Є три образи правління: республіканський, монархічний і деспотичний. У республіці верховна влада перебуває в руках або всього народу або частини його; при монархії управляє одна людина, але за допомогою встановлених незмінних законів; деспотія характеризується тим, що все рухається волею й сваволею однієї особи поза яких законів і правил.
Кожен вид правління має свої принципи: для республіки потрібна чеснота, для монархії — честь, для деспотичного уряду — страх.
Розкладання кожного правління майже завжди починається з розкладання принципів.
У кожній державі є три роди влади: влада законодавча, влада виконавча, що відає питаннями міжнародного права, і влада виконавча, що відає питаннями права цивільного. Останню владу можна назвати судовою, а другу — просто виконавчою владою держави. Якщо влада законодавча і виконавча будуть поєднані в одній особі чи установі, то свободи не буде, тому що можна побоюватися, що цей монарх або цей сенат почнуть створювати тиранічні закони для того, щоб так само тиранічно застосовувати їх. Не буде свободи і в тому випадку, якщо судова влада не відділена від законодавчої і виконавчої. Якщо вона сполучена з законодавчою владою, то життя і свобода громадянина опиняться у владі сваволі, тому що суддя буде законодавцем. Якщо судова влада сполучена з виконавчою, то суддя одержує можливість стати гнобителем.
Політичне рабство залежить від природи клімату. Надмірна спека підриває сили і бадьорість людей, а холодний клімат надає розуму і тілу відому силу, яка робить людей здатними до дій тривалих, важких, великих і відважних. Острів'яни більш схильні до свободи, ніж жителі континенту.
Завдяки торгівлі всі народи пізнали звичаї інших народів і змогли порівняти їх. Це призвело до позитивних наслідків. Але дух торгівлі, з'єднуючи народи, не з'єднує приватних осіб. У країнах, де людей надихає тільки дух торгівлі, всі їхні справи і навіть моральні чесноти стають предметом торгу.
На закони країни сильний вплив робить релігія. Навіть між помилковими релігіями можна знайти такі, які найбільш відповідають цілям суспільного блага — вони хоч і не ведуть людину до загробного блаженства, однак можуть чимало сприяти його земному щастю.
Магометанські государі безперестанку сіють навколо себе смерть і самі гинуть насильницькою смертю. Горе людству, коли релігія дана завойовником. Магометанська релігія продовжує викликати у людей той самий дух руїни, який її створив. Навпаки, християнській релігії не властивий чистий деспотизм.
Свобода людини полягає головним чином у тому, щоб її не примушували робити дії, які закон не наказує.
При складанні законів мають дотримуватися певні правила. Мова їх повинна бути стислою, простою і не допускати різних тлумачень. Закони не повинні вдаватися в тонкощі. Призначені для покарання людської злоби, вони самі повинні володіти досконалою непорочністю.

## Переклади
Перший російський переклад твору Монтеск'є «Про дух законів» був виконаний за дорученням Академії наук В. Крамаренковим і виданий під назвою «рос. О разуме законов, сочинение господина Монтескюия» (т. I, Спб, 1775 і 1801 рр.)
У 1809–1814 рр. в Москві і Санкт-Петербурзі Дмитром Язиковим був виданий у чотирьох частинах переклад цього твору під назвою «рос. О существе законов».
У 1839 і 1862 рр. в перекладі Є. Корнєєва була двічі опублікована перша частина цієї праці під назвою «рос. Дух законов, творение знаменитого французского писателя де Монтескю».
У книзі А. Фулльє «Уривки з творів великих філософів», перекладеної з французького П. Ніколаєвим у 1895 р., поміщені уривки з твору «Про дух законів».
У виданні Л. Ф. Пантелєєва 1900 року вийшов у світ переклад «Про дух законів» під редакцією А. Г. Горнфельда зі вступною статтею М. М. Ковалевського. Повна назва цього перекладу: «рос. О духе законов или об отношениях, в которых законы должны находиться к устройству каждого правления, к нравам, климату, религии, торговле и т. д., к чему автор прибавил новые исследования о законах римских, касающихся исследования, о законах французских и о законах феодальных».
Також російською мовою твір перекладався А. Матешуком, А. Горнфельдом тощо.
Українською мовою твір перекладений лише фрагментарно[⇨].

## Значення, інтелектуальний вплив
Вчення Монтеск'є про поділ влади було новим у розвитку політико-правової концепції:
 — поєднане ліберальне розуміння свободи з ідеєю конституційного закріплення механізму поділу влади. Свобода встановлюється тільки законами;
 — включено до складу влад, які підлягають розмежуванню, судові органи. Виведено принцип незалежності суддів. Тріада влади (законодавча, виконавча, судова) стала класичною формулою теорії конституціоналізму.
Політико-правове вчення Монтеск'є про поділ влади було спрямоване проти королівського абсолютизму. Служило воно також обґрунтуванням компромісу буржуазії і дворянства. Вчення про свободу, громадянські права, поділ влади було закріплене в конституційних актах Франції, покладене в основу Конституції США, конституцій інших держав і в Декларацію прав людини і громадянина 1789 р. Політико-правове вчення Шарля Луї де Монтеск'є вважається класичною школою конституціоналізму.
Вказівки Монтеск'є про множинність факторів, які впливають на зміст і застосування законів, зараз, як і раніше, служать основою для побудови ліберальних і конституційних теорій права, що знайшли своє концентроване вираження у вченнях про правову державу.
В цілому, творча спадщина Монтеск'є має визначальний вплив на формування нової європейської і світової правової та політичної думки.